# 华泽清
华泽清（1931年3月—2020年8月16日），男，山东即墨人，中华人民共和国军事人物，曾任合肥炮兵学院院长。